# Шивр ан Ланоа
Шивр ан Ланоа (фр. Chivres-en-Laonnois) насеље је и општина у североисточној Француској у региону Пикардија, у департману Ен (Пикардија) која припада префектури Лаон.
По подацима из 2011. године у општини је живело 370 становника, а густина насељености је износила 27,29 становника/km². Општина се простире на површини од 13,56 km². Налази се на средњој надморској висини од 78 метара (максималној 116 m, а минималној 68 m).

## Демографија
| 1962. | 1968. | 1975. | 1982. | 1990. | 1999. | 2011. |
| ----- | ----- | ----- | ----- | ----- | ----- | ----- |
| 294   | 329   | 320   | 305   | 321   | 339   | 370   |

График промене броја становника у току последњих година